# Templo del Buda de Jade

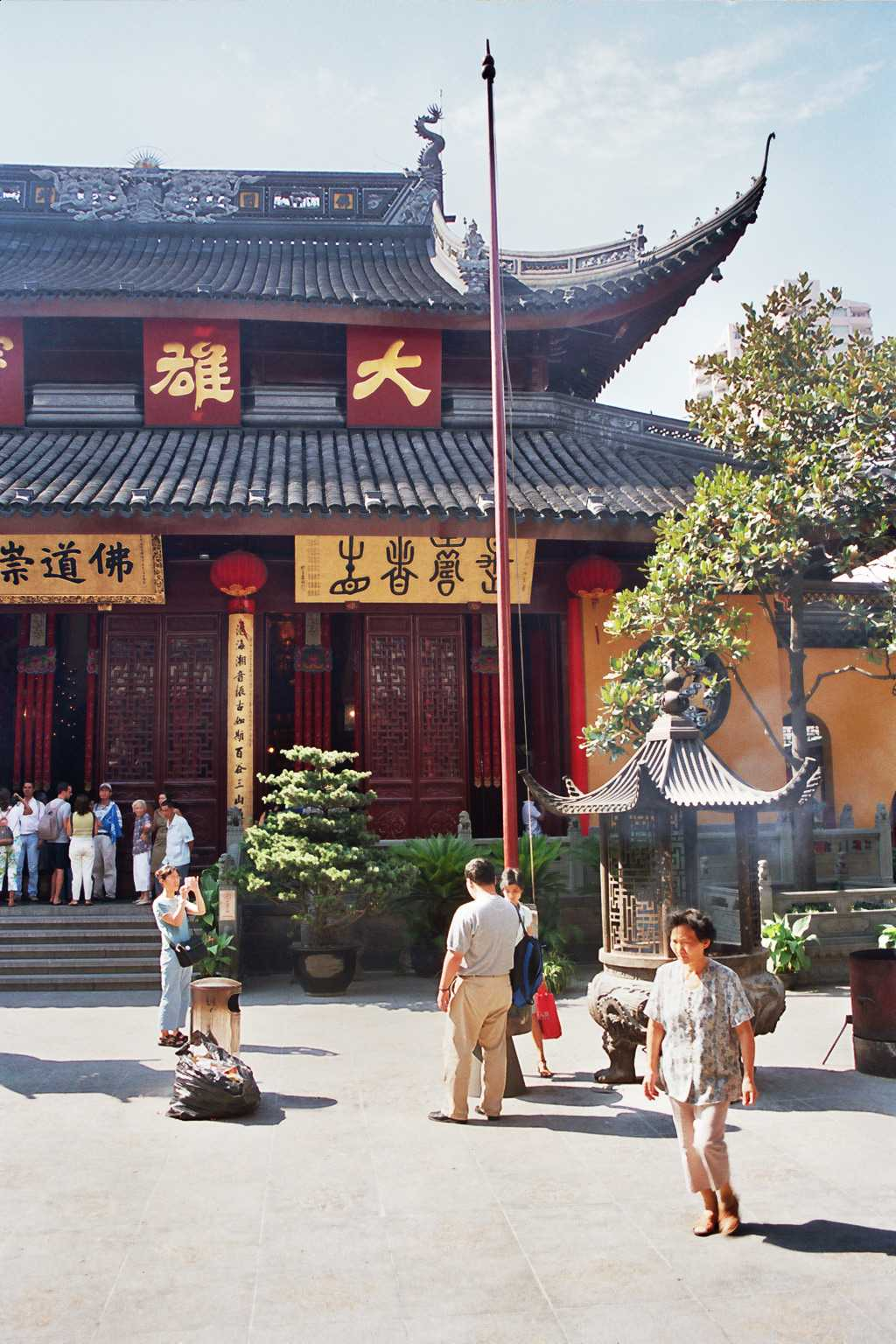
Entrada al Templo del Buda de Jade de Shanghái.

El Templo del Buda de Jade es un templo budista de la ciudad de Shanghái en la República Popular China. El templo original fue construido en el año 1882 y contiene dos estatuas de Buda realizadas en jade.
Durante la dinastía Qing, un monje de nombre Hui Gen realizó un viaje de peregrinación al Tíbet. De regreso a China, el monje paró en Birmania; ahí, un emigrante chino le regaló cinco estatuas de jade que representaban a Buda. Hui Gen construyó un templo para albergar las estatuas gracias a los donativos que recibió. Sin embargo, el templo original fue ocupado en 1911 y las estatuas, y el templo, se trasladaron a su ubicación actual desde 1928.
En el Gran Salón de la Magnificencia se encuentran tres estatuas que muestran a Buda en diferentes formas: Amitābha, Siddhartha Gautama y el Buda de la medicina. Están representados también los veinte arhats, guardianes del budismo, representados en dos grupos de nueve. El salón es el centro de las oraciones y en él se celebran múltiples ceremonias.
La Cámara del Buda del Jade contiene una imagen de Buda sentado; pesa 3 toneladas y mide 1,95 metros. Otra sala contiene la figura del Buda de Jade reclinado que representa la muerte de Buda. En la actualidad, el templo contiene también una imagen de Buda reclinado donada por Singapur que no debe confundirse con la original.